# Монтезума (Индијана)
Монтезума (енгл. Montezuma) град је у америчкој савезној држави Индијана.

## Демографија
По попису из 2010. године број становника је 1.022, што је 157 (-13,3%) становника мање него 2000. године.
| Група             | 2000.         | 2010.       |
| Белци             | 1.137 (96,4%) | 962 (94,1%) |
| Афроамериканци    | 23 (2,0%)     | 2 (0,2%)    |
| Азијати           | 2 (0,2%)      | 5 (0,5%)    |
| Хиспаноамериканци | 9 (0,8%)      | 44 (4,3%)   |
| Укупно            | 1.179         | 1.022       |